# Miquel Melendres i Rué
Miquel Melendres i Rué (Girona, 1905 – Tarragona, 1974), escriptor i eclesiàstic català. Va ser canonge de la Catedral de Tarragona des de 1948. Publicà les obres -d'un lirisme de vegades poc subtil- La muntanya de la mirra (1933), La ruta il·luminada (1935), Poemes d'alta mar (1956), Tardor (1963) i Esclat (1964), a més de l'ambiciós poema èpic L'esposa de l'Anyell (L'Esglesiada) (1965-72) i les proses poemàtiques Partícules (1934), El llibre de la Mare de Déu (1936) i les memòries de la guerra civil El martiri de no ser màrtir (1955). Durant la postguerra escriví molt en castellà i adoptà una actitud conservadora.